# Emily St. John Mandel
Pour les articles homonymes, voir Mandel.
Œuvres principales
- On ne joue pas avec la mort
- Station Eleven
- L'Hôtel de verre

Emily St. John Mandel, née en 1979 à Merville en Colombie-Britannique, est une romancière canadienne anglophone, spécialisée dans le roman policier. En 2014, elle aborde la science-fiction avec son roman Station Eleven qui est finaliste du National Book Award et qui remporte le prix Arthur-C.-Clarke.

## Biographie

### Enfance et jeunesse
Emily St. John naît en 1979 à Merville, un territoire non organisé de la Colombie-Britannique situé sur l'île de Vancouver. À sa naissance, sa famille habite dans une tente en attendant que la maison familiale soit construite. Elle a sept ans lorsque sa famille déménage à Comox. Trois ans plus tard, alors qu'elle a dix ans, sa famille emménage sur l'île Denman,.
Elle s'inscrit à une école de danse de Toronto, puis vit un temps à Montréal, avant de s'installer à New York où elle épouse le dramaturge Kevin Mandel, . Le couple divorce en novembre 2022.

### Carrière
Son premier roman, Dernière nuit à Montréal (Last Night in Montreal), raconte l'enquête de Christopher, un détective privé chargé de retrouver Lilia, enlevée à sept ans par son père et en cavale depuis son adolescence. En parallèle se développe l’histoire de Michaela, la fille de Christopher, qui rêve d’être funambule et celle d’Eli, qui a hébergé Lilia à New York. Publié en 2009, ce roman est traduit en français en 2012 par les éditions Payot et Rivages dans la collection Rivages/Thriller. Il est finaliste au prix du livre de l'année 2009 du ForeWord Magazine.
On ne joue pas avec la mort (The Singer's Gun, 2010), son deuxième titre traduit en France, remporte le prix Mystère de la critique en 2014.
Elle est rédactrice au magazine littéraire en ligne The Millions,. Elle écrit aussi dans le magazine Humanities ainsi que dans FiveThirtyEight et The New Republic,,.
Son troisième roman, le premier à être publié au Canada, intitulé The Lola Quartet (2012) est traduit en français sous le titre Les Variations Sebastian en 2015.
En 2014, elle publie Station Eleven, un roman d'anticipation se déroulant dans un monde post-apocalyptique après qu'un virus a ravagé la Terre. Ce roman remporte le prix Arthur-C.-Clarke 2015 ; il est également nommé au PEN/Faulkner Award, au Baileys Women's Prize for Fiction et il est finaliste en 2014 du National Book Award,,,. La traduction en français est parue en 2016 en France aux éditions Payot et Rivages, ainsi qu'au Québec aux éditions Alto. Le roman est ensuite adapté pour la télévision par Patrick Somerville dans une mini-série de 10 épisodes sous le même titre de Station Eleven.
Elle signe la postface du livre collectif My Bookstore: Writers Celebrate Their Favorite Places to Browse, Read, and Shop paru en 2017 aux éditions Black Dog & Leventhal sous la direction de Ronald Rice.
Son cinquième roman, The Glass Hotel, est publié en 2020. La traduction, dont le titre est L'Hôtel de verre, sort en 2021 au Québec et en France. Ce livre raconte l'histoire d'une crise financière et la disparition d'une femme.
En 2022, Emily St. John Mandel publie un sixième roman, Sea of Tranquility, traduit en français sous le titre La Mer de la tranquillité, qui mélange la science-fiction avec des enjeux contemporains tel que la misogynie, le colonialisme et l'écologie.

## Œuvres

### Romans
- Dernière nuit à Montréal, Payot et Rivages, coll. « Rivages/Thriller », 2012 ((en) Last Night in Montreal, 2009), trad. Gérard de Chergé  (ISBN 978-2-7436-2379-1)
- On ne joue pas avec la mort, Payot et Rivages, coll. « Rivages/Thriller », 2013 ((en) The Singer's Gun, 2010), trad. Gérard de Chergé  (ISBN 978-2-7436-2589-4)
- Les Variations Sebastian, Payot et Rivages, coll. « Rivages/Thriller », 2015 ((en) The Lola Quartet, 2013), trad. Gérard de Chergé  (ISBN 978-2-7436-2975-5)
- Station Eleven, Payot et Rivages, coll. « Rivages/Thriller », 2016 ((en) Station Eleven, 2014), trad. Gérard de Chergé  (ISBN 978-2-7436-3755-2)
- L'Hôtel de verre, Payot et Rivages, coll. « Rivages/Noir », 2021 ((en) The Glass Hotel, 2020), trad. Gérard de Chergé  (ISBN 978-2-7436-5165-7)
- La Mer de la tranquillité, Payot et Rivages, 2023 ((en) Sea of Tranquility, 2022), trad. Gérard de Chergé  (ISBN 978-2-7436-6049-9)

### Nouvelles
- La Vagabonde, Payot et Rivages, coll. « Rivages/Noir », 2014 ((en) Drifter, 2013), trad. Gérard de Chergé  (ISBN 978-2-7436-2839-0)

### Ouvrages collectifs
- (en) « Mr. Thursday », dans Future tense fiction : stories of tomorrow  (Collectif dirigé par Kirsten Berg), Los Angeles, The Unnamed Press, 2019, 245 p. (ISBN 9781944700959)
- (en) « Mr. Thursday », dans Out Of The Ruins : The Apocalyptic Anthology  (Anthologie dirigée par Preston Grassmann), Titan Books, 2021, 320 p. (ISBN 9781789097399)

## Distinctions

### Prix
- Prix Mystère de la critique 2014 du meilleur roman étranger pour On ne joue pas avec la mort[22]
- Prix Arthur-C.-Clarke 2015 pour Station Eleven[13]
- Prix des libraires du Québec du meilleur roman hors Québec 2017 pour Station Eleven[23],[24]

### Nominations
- Finaliste pour le prix du livre de l'année du ForeWord Magazine 2009 pour Dernière nuit à Montréal[6]
- Finaliste du National Book Award 2015 dans la catégorie fiction pour Station Eleven[14]
- Nommée au PEN/Faulkner Award for Fiction 2015 pour Station Eleven[15]
- Nommée au Baileys Women's Prize for Fiction 2015 pour Station Eleven[16]

### Pages connexes
- Payot et Rivages